# 労働安全コンサルタント及び労働衛生コンサルタント規則
労働安全コンサルタント及び労働衛生コンサルタント規則（ろうどうあんぜんコンサルタントおよびろうどうえいせいコンサルタントきそく、昭和48年労働省令第3号）は、労働安全コンサルタント、労働衛生コンサルタントについての資格を定めた厚生労働省令である。
労働安全衛生法に基づき定められたものである。
本規則は次のような構成になっている。
- 第1章 試験 
  - 第1節 労働安全コンサルタント試験（第1条―第9条）
  - 第2節 労働衛生コンサルタント試験（第10条―第15条）
- 第2章 登録（第16条―第20条の3）
- 第3章 雑則（第21条・第22条）
- 附則